# 天野十兵衛
天野 十兵衛（あまの じゅうべえ、1982年12月31日 - ）は、日本のダルシマー奏者、作曲家。埼玉県さいたま市出身。東京都杉並区在住。血液型はA型。身長180cm。

## 概要
自らを“Tribe who spins the sound in the air.”（「空気を紡ぐ種族」、または、「風を紡ぐ人」の意）と名乗り、ピアノの祖先ともいわれる打弦楽器「ハンマード・ダルシマー」での演奏を行う。
アイリッシュやブルーグラスなどで伴奏楽器として使用される「ハンマード・ダルシマー」を現代的に独自の解釈で演奏する。その独特なスタイルにより、海外では「mysterious hammered dulcimer player」などと評される。「【壱零base】」は天野の「ハンマード・ダルシマー」演奏時における名義であり、ライブ時にはkaoss padやサンプリング音源、環境音などを自在に操りながらエレクトロニカ的な音楽世界を展開する。
天野は自身の音楽をエレクトロニカとは捉えておらず、【壱零base】サイトにおいて、生音演奏を「Unplugged」、機材使用のライブを「Electronic acoustica」と表現している。海外向けには【one zero base】と表記している。

## 補足事項
黒いニット帽とジーンズ、そしてサンダルがトレードマーク。ライブ時にはつねに素足。
東京吉祥寺の井の頭公園は、天野がよく「ハンマード・ダルシマー」を奏でる姿が見受けられ、その姿は動画サイトや個人のブログなどに取り上げられている。しかし、吉祥寺や井の頭公園を紹介するTVやラジオ、雑誌などに出演・掲載などは苦手としているらしく、唯一紹介されたものは国分佐智子がラジオパーソナリティを務めたFM東京の番組「Canon presents PHOTO WEEKEND」2008年9月6日放送分である。

## 使用機材
ライブ環境によって、「ハンマード・ダルシマー」以外の機材を使い分ける。
- Hammered dulcimer (Dusty Strings D-500)
- Top Right MIC (blue 8-ball)
- Top Left MIC (blue 8-ball)
- Under MIC (sennheiser MD421U-4)
- MC MIC (HOHNER Blues Blaster)
- Mixer (YAMAHA MC1604) (Mackie MS1202)
- Power AMP (roland SRA 2200F)
- Speakers (Electro-Voice SH15-2)
- head phone (elega DR-631)
- Reel to reel tape deck (pioneer RT 707)
- Monitor (sony PVM-4B1J)
- Kaosspad3 (korg)
- Kaosspad2 (korg)
- Kaossilator (korg)
- PANDOLA PXR4 (korg)
- e-BOW
- Wind whistle (acme)
- Bird call
- 鈴
- オルゴール
- 手巻時計
- 60分砂時計（中村時計店製）
- 光電機工業株式会社　エジソン電球
- ラテカセ（national TH6-X30 トランザム）
- なまけたろう（天野はよくこのマスコットをサポートメンバーとして紹介している）

## ディスコグラフィ

### アルバム
- hammered dulcimer's note 2004年
- only music 2005年
- bask in the sun 2008年

### シングル
- タビスルキミへ 2010年

### DVD
- some small present 2007年

### ゲーム音楽
- 「タビスルキミへ」をバンダイナムコゲームスPlayStation 3用ゲーム「のびのびBOY」に提供。
  - iTunesにある「のびのびBOY サウンドトラック」においては「namco sounds」名義になっているが、ゲーム内には天野の名前がクレジットされている。